# Adolphe Charlier
Adolphe Charlier (født 11. februar 1907 i Seraing, død 12. juni 1967 i Liège) var en cykelrytter fra Belgien. Hans foretrukne disciplin var banecykling, og var aktiv fra 1926 til 1937.
I 1927 kom han for første gang på podiet ved et seksdagesløb, da han i Bruxelles endte på andenpladsen. Første sejr kom i 1931, ligeledes i Bruxelles. Det blev til i alt tre sejre og yderlige 22 podieplaceringer.
Ved det andet Københavns seksdagesløb i historien blev Charlier i 1934 nummer to sammen med makker Mogens Danholt. Karrierens sidste podieplacering i et seksdagesløb var også i København, da han i 1936 endte på andenpladsen sammen med landsmanden Roger De Neef.